# 京仁第二高速公路火災爆炸事故
京仁第二高速公路火災爆炸事故是2022年12月29日在京仁第二高速公路北義王交流道附近發生的事故。事故的起因是卡車與巴士相撞引起的火災，火災後有45輛汽車被毀。